# امامزاده ساریه خاتون
امامزاده ساریه خاتون مربوط به سده‌های میانه دوران‌های تاریخی پس از اسلام است و در شهرستان قم، بخش سلفچگان، روستای ساریه خاتون واقع شده و این اثر در تاریخ ۹ بهمن ۱۳۸۶ با شمارهٔ ثبت ۲۰۷۰۹ به‌عنوان یکی از آثار ملی ایران به ثبت رسیده است.
مزار این امامزاده در بقعه‌ای با گنبدی سبز رنگ قرار دارد. آبادی کناری این بقعه به خاطر این امامزاده نام ساریه خاتون زا به خود گرفته است